# A Complete: All Singles
A Complete: All Singles è un greatest hits della cantante giapponese Ayumi Hamasaki pubblicato il 10 settembre 2008 per commemorare il suo decimo anniversario con la Avex. la prima edizione del disco è stata pubblicata in una speciale confezione contenente un photobook di 48 pagine con le copertine alternative dei singoli. L'album, pubblicato in formato 3CD o 3CD+DVD, include la prima traccia di tutti i singoli che la Hamasaki ha pubblicato a partire dal 1998. Secondo la classifica annuale Oricon, A Complete: All Singles è stato l'ottavo album più venduto del 2008 ed il terzo del 2008 per un'artista femminile, dietro Best Fiction di Namie Amuro e Heart Station di Utada Hikaru. A Taiwan, l'album è stato il disco giapponese più venduto dell'anno.

## Tracce

### CD1
1. Poker Face - 4:41 (Ayumi Hamasaki, Hoshino Yasuhiko)
2. You - 4:44 (Ayumi Hamasaki, Hoshino Yasuhiko)
3. Trust - 4:47 (Ayumi Hamasaki, Akimitsu Honma, Takashi Kimura)
4. For My Dear... - 4:32 (Ayumi Hamasaki, Hoshino Yasuhiko)
5. Depend on You - 4:20 (Ayumi Hamasaki, Kazuhito Kikuchi, Akimitsu Honma, Takashi Morio)
6. Whatever - 5:32 (Ayumi Hamasaki, Kazuhito Kikuchi, Izumi "DMX" Miyazaki)
7. Love -Destiny- - 4:55 (Ayumi Hamasaki, TSUNKU)
8. To Be - 5:17 (Ayumi Hamasaki, D.A.I)
9. Boys & Girls - 3:54 (Ayumi Hamasaki, D.A.I)
10. Monochrome - 4:29 (Ayumi Hamasaki, D.A.I)
11. Appears - 5:36 (Ayumi Hamasaki, Kazuhito Kikuchi, HΛL)
12. Kanariya - 3:06 (Ayumi Hamasaki, Yasuhiko Hoshino, CPM-Marvin)
13. Fly High - 4:05 (Ayumi Hamasaki, D.A.I)
14. Vogue - 4:26 (Ayumi Hamasaki, Kazuhito Kikuchi, Naoto Suzuki)
15. Far Away - 5:33 (Ayumi Hamasaki, Kikuchi Kazuhito, D.A.I)

### CD2
1. Seasons - 4:22 (Ayumi Hamasaki, D.A.I)
2. Surreal - 4:40 (Ayumi Hamasaki, Kazuhito Kikuchi, HΛL)
3. Audience - 4:06 (Ayumi Hamasaki, D.A.I)
4. M - 4:27 (Ayumi Hamasaki)
5. Evolution - 4:41 (Ayumi Hamasaki)
6. Never Ever - 4:41 (Ayumi Hamasaki)
7. Endless Sorrow - 5:24 (Ayumi Hamasaki)
8. Unite! - 5:00 (Ayumi Hamasaki)
9. Dearest - 5:33 (Ayumi Hamasaki, D.A.I)
10. Daybreak - 4:29 (Ayumi Hamasaki, D.A.I., Junichi Matsuda)
11. Free & Easy - 4:59 (Ayumi Hamasaki, D.A.I)
12. Independent - 4:53 (Ayumi Hamasaki, D.A.I)
13. Voyage - 5:06 (Ayumi Hamasaki, D.A.I)
14. Ourselves - 4:32 (Ayumi Hamasaki, Bounceback, CMJK)
15. Forgiveness - 5:48 (Ayumi Hamasaki, D.A.I, CMJK)

### CD3
1. No Way to Say - 4:43 (Ayumi Hamasaki, Bounceback, HΛL)
2. Moments - 5:29 (Ayumi Hamasaki, Tetsuya Yukumi, Hikari)
3. Inspire - 4:31 (Ayumi Hamasaki, Tetsuya Yukumi, HΛL)
4. Carols - 5:29 (Ayumi Hamasaki, Tomoya Kinoshita, CMJK)
5. Step You - 4:28 (Ayumi Hamasaki, Kazuhiro Hara, CMJK)
6. Fairyland - 5:19 (Ayumi Hamasaki, tasuku, Hal)
7. Heaven - 4:21 (Ayumi Hamasaki, Kazuhito Kikuchi, Yuta Nakano+KZB)
8. Bold & Delicious - 4:43 (Ayumi Hamasaki, Geo of Sweetbox, CMJK)
9. Startin' - 4:19 (Ayumi Hamasaki, Kazuhiro Hara, CMJK)
10. Blue Bird - 4:09 (Ayumi Hamasaki, D.A.I, HΛL)
11. Glitter - 4:55 (Ayumi Hamasaki, Kazuhiro Hara, HAL)
12. Talkin' 2 Myself - 4:56 (Ayumi Hamasaki, Yuta Nakano, HAL)
13. Mirrorcle World - 5:14 (Ayumi Hamasaki, Yuta Nakano)
14. Who... (10th Anniversary version) - 5:35 (Ayumi Hamasaki, Kazuhito Kikuchi, Naoto Suzuki)

1La versione cinese, malese, cantonese e taiwanese di A Complete ~All Singles~ includono una versione in lingua cinese di Who... (10th Anniversary Edition).

### DVD
- Limited TA Live Tour (Zepp Tokyo： 2003.05.27)

1. Real Me
2. Poker Face
3. Depend on You
4. To Be
5. You
6. Dolls
7. A Song for ××
8. Surreal
9. Evolution
10. Rainbow

- A-nation'02 (2002.09.01)

1. Evolution
2. Hanabi
3. Voyage

- A-nation'03 (2003.08.31)

1. Forgiveness
2. Boys & Girls

- A-nation'04 (2004.08.29)

1. Game
2. Moments
3. Greatful Days

- A-nation'05 (2005.08.28)

1. Fairyland
2. Is This Love?

- A-nation'06 (2006.08.27)

1. Unite!
2. A Song for ××

- A-nation'07 (2007.08.26)

1. Until That Day...
2. July 1
3. Boys & Girls

## Classifiche
| Classifica (2008)                          | Posizione massima |
| ------------------------------------------ | ----------------- |
| Corea del Sud                              | 1                 |
| Hong Kong (Album Asiatici)                 | 1                 |
| Hong Kong (Tutti gli album)                | 2                 |
| Giappone (Oricon Weekly Albums Chart)      | 1                 |
| Giappone (Oricon Yearly Albums Chart 2008) | 8                 |
| Taiwan                                     | 2                 |